# Cipari (Cigugur)
Cipari is een bestuurslaag in het regentschap Kuningan van de provincie West-Java, Indonesië. Cipari telt 4111 inwoners (volkstelling 2010).